# Liste der Bodendenkmäler in Schwabach
Auf dieser Seite sind die Bodendenkmäler in der mittelfränkischen kreisfreien Stadt Schwabach zusammengestellt. Diese Tabelle ist eine Teilliste der Liste der Bodendenkmäler in Bayern. Grundlage ist die Bayerische Denkmalliste, die auf Basis des Bayerischen Denkmalschutzgesetzes vom 1. Oktober 1973 erstmals erstellt wurde und seither durch das Bayerische Landesamt für Denkmalpflege geführt wird. Die folgenden Angaben ersetzen nicht die rechtsverbindliche Auskunft der Denkmalschutzbehörde.

## Bodendenkmäler in Schwabach
| Lage                      | Objekt | Akten-Nr.     | Bild |
| ------------------------- | --- | ------------- | ---- |
| Schwabach (Standort)      | Mittelalterliche und frühneuzeitliche Befunde im Bereich der Evang.-Luth. Pfarrkirche in Unterreichenbach.                                                                                                 | D-5-6631-0086 |      |
| Schwabach (Standort)      | Hofwüstung des Mittelalters. | D-5-6631-0089 |      |
| Schwabach (Standort)      | Bestattungsplatz der Hallstattzeit. | D-5-6632-0002 |      |
| Schwabach (Standort)      | Untertägige Teile der abgegangenen mittelalterliche Magdalenenkapelle in Schwabach. | D-5-6632-0003 |      |
| Schwabach (Standort)      | Hoch- und spätmittelalterliche sowie frühneuzeitliche Befunde im Bereich der Evang.- Luth. Stadtpfarrkirche St. Johannes d. T. und St. Martin in Schwabach und ihrer Vorgängerbauten mit Bestattungsplatz. | D-5-6632-0004 |      |
| Schwabach (Standort)      | Grabhügel mit Bestattungen vorgeschichtlicher Zeitstellung. | D-5-6632-0009 |      |
| Schwabach (Standort)      | Freilandstation des Mesolithikums. | D-5-6632-0011 |      |
| Schwabach (Standort)      | Siedlung der Hallstatt- und Frühlatènezeit. | D-5-6632-0016 |      |
| Schwabach (Standort)      | Siedlung der Bronze-, der Urnenfelder- und der Latènezeit. | D-5-6632-0017 |      |
| Schwabach (Standort)      | Siedlung vorgeschichtlicher Zeitstellung. | D-5-6632-0028 |      |
| Schwabach (Standort)      | Siedlung vorgeschichtlicher Zeitstellung. | D-5-6632-0039 |      |
| Rednitzhembach (Standort) | Siedlung der Urnenfelder- und der Latènezeit. | D-5-6632-0047 |      |
| Schwabach (Standort)      | Mittelalterliche und frühneuzeitliche Befunde im Bereich der Altstadt von Schwabach. | D-5-6632-0113 |      |
| Schwabach (Standort)      | Mittelalterliche und frühneuzeitliche Stadtbefestigung von Schwabach. | D-5-6632-0152 |      |
| Schwabach (Standort)      | Mittelalterliche und frühneuzeitliche Befunde im Bereich der Spitalkirche St. Antonius und St. Elisabeth in Schwabach.                                                                                     | D-5-6632-0153 |      |
| Schwabach (Standort)      | Mittelalterliche und frühneuzeitliche Befunde im Bereich der abgegangenen Kapellen St. Leonhard und St. Sebastian in Schwabach.                                                                            | D-5-6632-0155 |      |
| Schwabach (Standort)      | Untertägige Teile der abgegangene mittelalterliche Marienkapelle in Schwabach. | D-5-6632-0156 |      |
| Schwabach (Standort)      | Mittelalterliche und frühneuzeitliche Befunde im Bereich des Schlosses von Wolkersdorf. | D-5-6632-0164 |      |
| Schwabach (Standort)      | Untertägige Teile der abgegangenen mittelalterlichen und frühneuzeitlichen Kirche in Dietersdorf sowie Friedhof des Mittelalters und der frühen Neuzeit.                                                   | D-5-6632-0166 |      |
| Büchenbach (Standort)     | Siedlung der Steinzeiten, Siedlung und Bestattungsplatz der Urnenfelderzeit. | D-5-6732-0014 |      |
| Büchenbach (Standort)     | Siedlung der Bronzezeit. | D-5-6732-0090 |      |